# Fort Eben-Emael
Fort Eben-Emael, gelegen nabij het Belgische dorp Eben-Emael, even ten zuiden van de Nederlandse stad Maastricht, is een voormalig militair verdedigingswerk dat deel uitmaakte van de buitenste oostelijk gelegen fortengordel rond Luik, gebouwd in het Interbellum. Dit uniek gelegen en uitstekend bewapend sperfort, met zeventien ondergronds met elkaar verbonden bunkers beschouwde men destijds als oninneembaar.
Het Fort Eben-Emael maakte als belangrijke schakel in de Fortengordel rond Luik en de Belgische voorverdediging, naast de KW-stelling en de Stelling van Antwerpen, tot 1940 deel uit van de Belgische verdediging tegen een militaire dreiging uit het oosten.
De praktijk toonde dat de hoge Belgische verwachtingen van het fort onterecht waren. Op 10 mei 1940 slaagden 86 goed geoefende Duitse Fallschirmjäger erin door verrassing, snelheid en innovatieve militaire technieken (gebruik van zweefvliegtuigen en toepassing van een nieuw wapen: de holle lading) om in een "dode hoek" (namelijk boven op het fort) te landen en de eerste dag een gedeelte van het geschut van het fort in vijftien minuten uit te schakelen. Na anderhalve dag belegering moest het fort (1200 manschappen) capituleren. De bruggen van Vroenhoven en Veldwezelt vielen onbeschadigd in Duitse handen.
De slag om het Fort Eben-Emael gaf het startsein voor de Achttiendaagse Veldtocht en ruimer gezien de Slag om Frankrijk (van Duitse zijde Fall Gelb en Fall Rot genoemd). Op 22 juni 1940, na amper zes weken strijd, leidde dit tot de capitulatie van Frankrijk. In de militaire literatuur spreekt men van De meidagen van '40.

## Bouw van het fort

### Doel

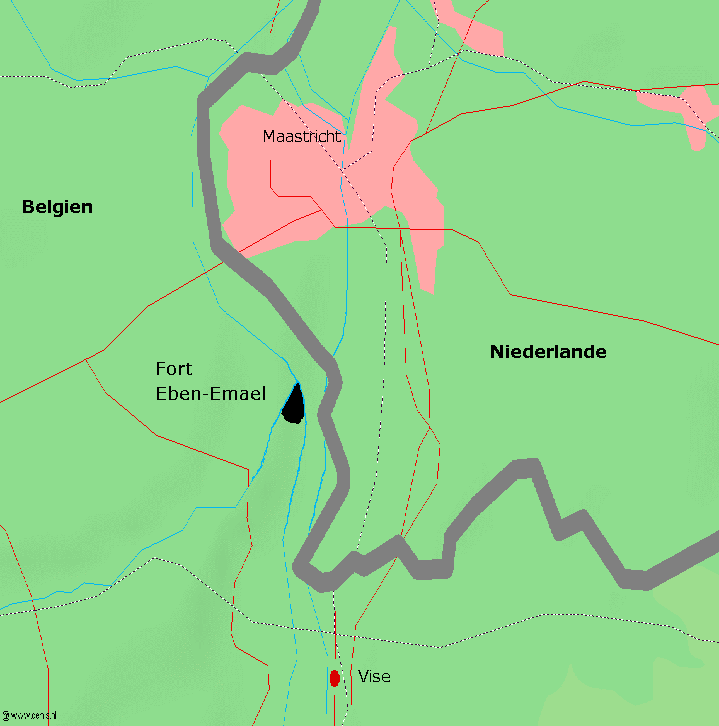
Situatieplan van het Fort, tussen Maastricht en Visé

Na de Eerste Wereldoorlog vatte de Belgische regering het plan op om een fort te bouwen om zo een bres in de verdediging te dichten tussen enerzijds het Albertkanaal en anderzijds de Maas en de Ardennen, die als ondoordringbaar werden beschouwd. Immers bij de aanvang van de Eerste Wereldoorlog, in 1914, drong een groot deel van het Duitse leger via dit onverdedigde gebied België binnen. Men bouwde in de jaren 80 van de 19e eeuw de Forten rond Luik en Namen. Door geldgebrek was op deze plek nog geen fort gebouwd. De belangrijkste taak van het fort zou erin bestaan te verhinderen dat vijandelijke troepen en pantservoertuigen over de bruggen van het Albertkanaal en de Maas zouden trekken. Zo zou de vijand worden opgehouden om de geallieerde eenheden de kans te geven om snel te reageren bij een aanval. Als locatie werd het strategisch gelegen Eben-Emael gekozen.
De plannen werden niet uitgevoerd om budgettaire redenen en omdat de Weimarrepubliek in Duitsland geen militaire bedreiging vormde. Toen de nationaalsocialisten in Duitsland in 1933 aan de macht kwamen, veranderde de situatie totaal. Duitsland herbewapende zich snel. De demilitarisering van de rechter Rijnoever werd, in strijd met het Verdrag van Versailles, opgeheven. Duitsland trok zich terug uit de Volkenbond. Kortom, de militaire dreiging vanuit het oosten was een feit. Men verwachtte een Duitse inval in de omgeving van Luik, net als bij het Schlieffenplan uit 1914.
De Belgische regering stond tussen twee vuren: enerzijds de noodzaak van herbewapening, anderzijds besparen wegens de economische crisis. Van de oude fortengordel rond Luik werden aan de oostzijde acht forten hersteld. Verder bouwde men vier nieuwe forten op een grotere afstand ten oosten van Luik: van zuid naar noord zijn dit Fort Tancrémont, Fort Battice, Fort Aubin-Neufchâteau en Eben-Emael. Deze fortengordel heeft als benaming PFL I (Position Fortifiée Liège I).
Het Belgische parlement trok 24 miljoen frank uit om de bouw van het fort van Eben-Emael, een reus onder de forten, te bekostigen. De gigantische klus werd tussen 1932 en 1935 geklaard. De constructie, uitgevoerd door verschillende aannemers, hoorde eigenlijk onder de categorie openbare werken en diende deels tot leniging van de hoge werkloosheid.
Het fort, met een oppervlakte van 700 bij 900 meter, werd zo het centrale punt van de Belgische verdediging aan zijn oostgrens. Het bewaakte drie bruggen over het Albertkanaal (de bruggen van Vroenhoven, Veldwezelt en Kanne) en bood kilometers vrij uitzicht op een gebied vlak bij de Nederlandse grens. Om deze reden rekende men het Fort Eben-Emael tot een sperfort.

### Uitwerking

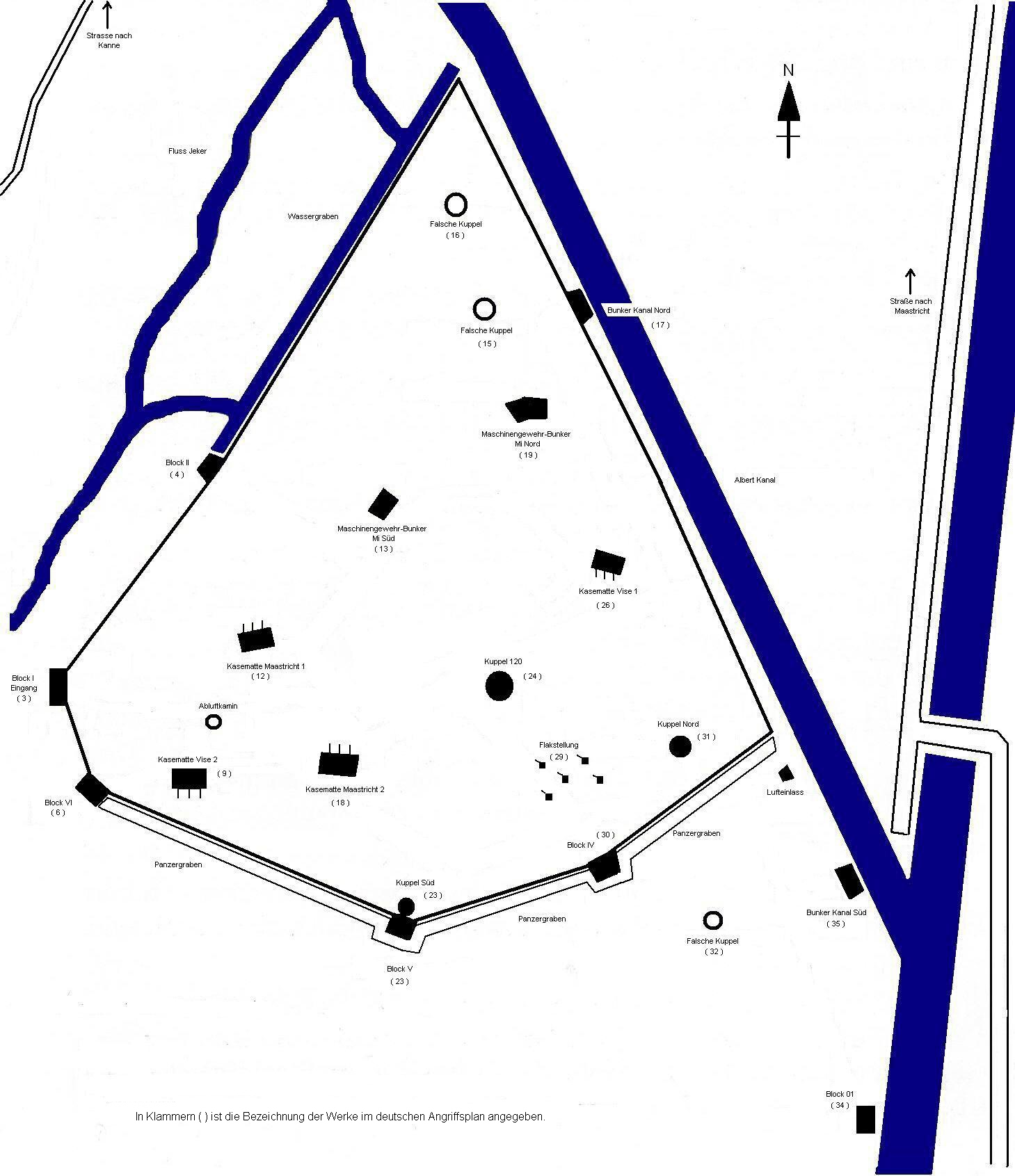
Inplantingsplan vestingswerken met rechts Albertkanaal, onder een droge antitankgracht, links een watergracht; uiterst links toegang fort op straatniveau

Het sperfort werd gesitueerd op een strategisch gezien bijzonder goed uitgekiende plaats, precies op de plek nabij Lixhe die door Brialmont in 1880 reeds werd aangegeven. Het complex van 17 bunkers werd ingegraven in de mergel van het Plateau van Caestert, het Belgische gedeelte van de Sint-Pietersberg, gelegen 70 meter boven de Maasvallei. Een deels natuurlijke verdediging versterkte het fort daarbij: aan de oostzijde het Albertkanaal met aan beide zijden oevers van 65 m hoogte over een lengte van 1300 m, aan de zuidzijde een droge antitankgracht met zes meter hoge betonnen muren vanaf het Albertkanaal tot aan Blok VI en in het noordwesten een 400 meter lange kunstmatige watergracht met een steile oever, terwijl het terrein ervoor verder nog onder water gezet kon worden door het opstuwen van de Jeker. Het complex werd geheel omringd met prikkeldraad met daartussen driehoekige stalen tankhindernissen. Mijnenvelden werden aangelegd, die bestreken werden door machinegeweren, opgesteld in betonnen bunkers. Over een oppervlakte van 75 ha bevinden er zich een zeventiental onderling verbonden bunkers van verschillende types. Het geheel had een vuurkracht van 2100 kg munitie per minuut met volautomatische kanonnen.
Het complex werd gelaagd aangelegd. Op het laagste niveau bouwde men een ondergrondse kazerne, bestaande uit een grote schuilkelder die het garnizoen een beleg moest laten doorstaan. Men voorzag er 24 slaapzalen, keukens, waszalen en douches, een hospitaal, machineruimtes en een waterput. Twintig meter hoger bevonden zich de door een gangenstelsel van zes km verbonden kazematten met munitiemagazijnen. Telkens daartegenover bevond zich een lange schacht naar de 40 meter hoger gelegen geschutsbunker op het plateau met twee munitieliften. Rondom deze liften waren trappen met 100 tot 120 treden. De drie geschutskoepels Koepel-120, Koepel-Noord en Koepel-Zuid bestonden uit drie verdiepingen met elk hun eigen functie. De bovenste verdieping was een over 360° ronddraaiende gevechtstoren uitgevoerd als een gepantserde cilinder met een diameter van 4,80 m, afgedekt met een cirkelvormige pantserkroon. De afmeting van de gehele gevechtstoren was 12 m. De kanonnen werden automatisch geladen en gericht via een hydraulisch systeem en konden om de tien seconden vuren. Verder bevatte elke koepel een kelder, toilet, rustbanken en een ruimte waarin de lege hulzen vielen. Ook had elke koepel een handluchtververser, die de binnenruimte van de toren van overdruk kon voorzien om zo vervuilde lucht af te voeren.
Op het middenniveau was er een afsluiting voorzien voor het geval dat de vijand via een bunker op het hoogste plateau zou binnendringen en het middenniveau zou bereiken. Deze afsluiting bestond uit een sluis met twee gepantserde deuren. Daartussen plaatste men dan in geval van een bedreiging een dam van zandzakken achter een muur van metalen staven, gevat in een verticale gleuf. Dit geheel moest een aanval met een conventionele springlading weerstaan.
Twaalfhonderd man, waaronder tweehonderd technici, werden geselecteerd om het fort te bemannen. Om de week deed één groep van vijfhonderd artilleristen dienst in het fort. De andere groep lag ondertussen in het rust-kantonnement te Wonk, zeven km ten zuiden van het fort. De algemene staf, de technici (elektriciens, wapenreparateurs) en het ondersteunend personeel (koks, medisch personeel, administratie), ongeveer tweehonderd man, verbleven net buiten het fort in houten barakken of waren ingekwartierd bij burgers in Emael. Zij deden acht uur per etmaal dienst in het fort.

### Tekorten/Tekortkomingen
Aan de westzijde, maar voor velen onbekend en stilgehouden, is de verbinding die het fort had met een middelgrote oude mergelgroeve, de groeve Hennebille. De mergelgroeve met tot zeven meter hoge gangen en een vloeroppervlak van ruim 3000 m² werd tijdens de bouw van het fort grotendeels opgevuld met mergel om een ondergrondse aanval onmogelijk te maken. Bij toeval werd de groeve in de jaren negentig ontdekt en is in 1996 in kaart gebracht. Toen bleek dat men het fort ondergronds alsnog tot op 10 meter kon naderen. Ook in het fort is de verbindingsgang nu nog herkenbaar.
Buiten het feit dat het plateau nauwelijks beschermd was tegen luchtaanvallen, ontbraken er nog meer zaken aan het fort. Er was geen periscoop voorhanden voor de koepel 120, er waren onvoldoende explosieven aanwezig voor de afgrendeling van een gang en veel telefoontoestellen waren niet aanwezig. Het elektrisch paneel van de machinekamer was in ombouw. Bovendien waren de troepen (waarvan het moreel middelmatig was) onvoldoende opgeleid als artillerist. De mitrailleurbunker Mi-Noord was zwak en Mi-Zuid geheel onbemand bij de aanval in de vroege ochtend van 10 mei 1940.

## Bewapening van het fort

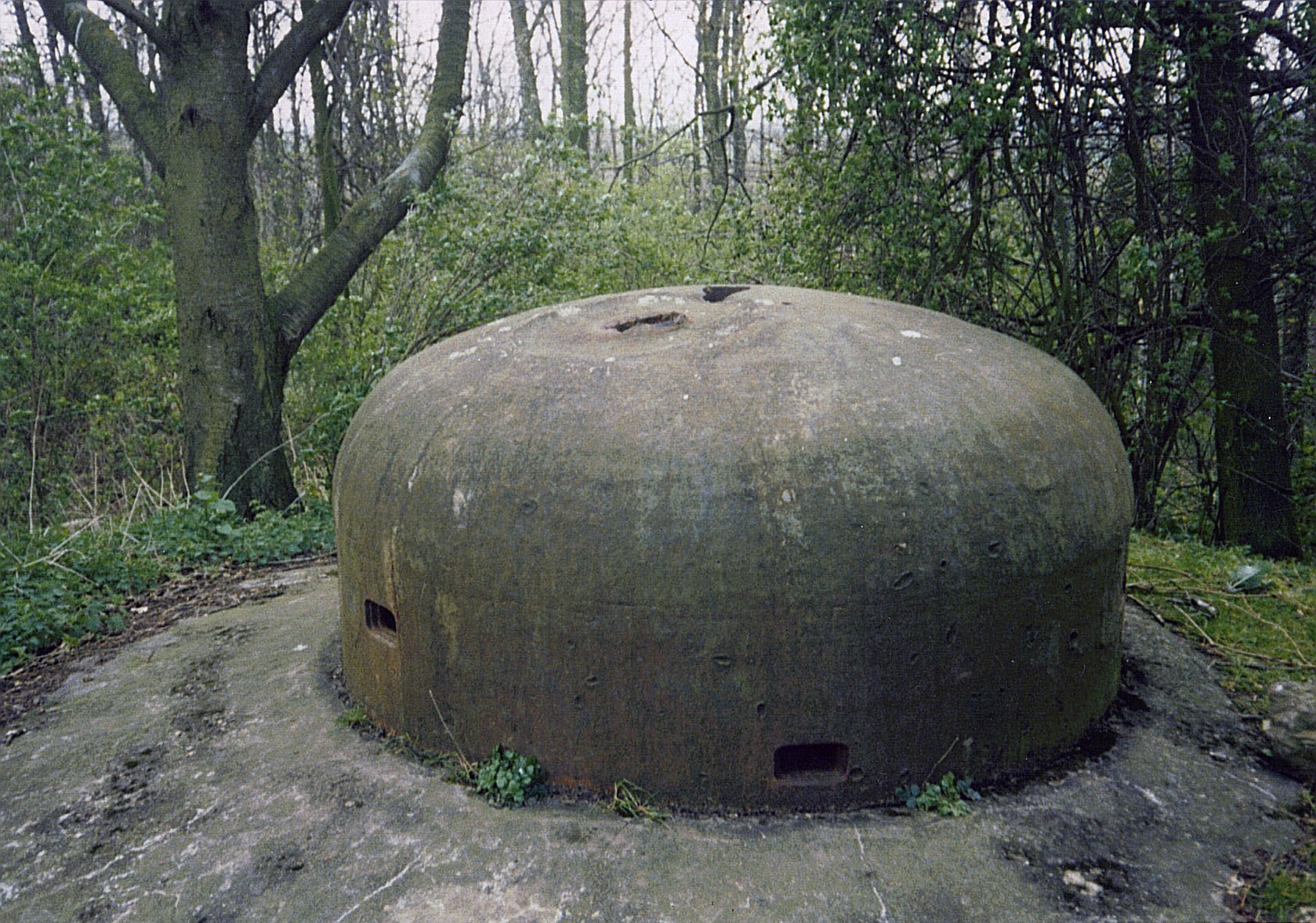
Kazemat Maastricht-2, beschadigd met holle lading

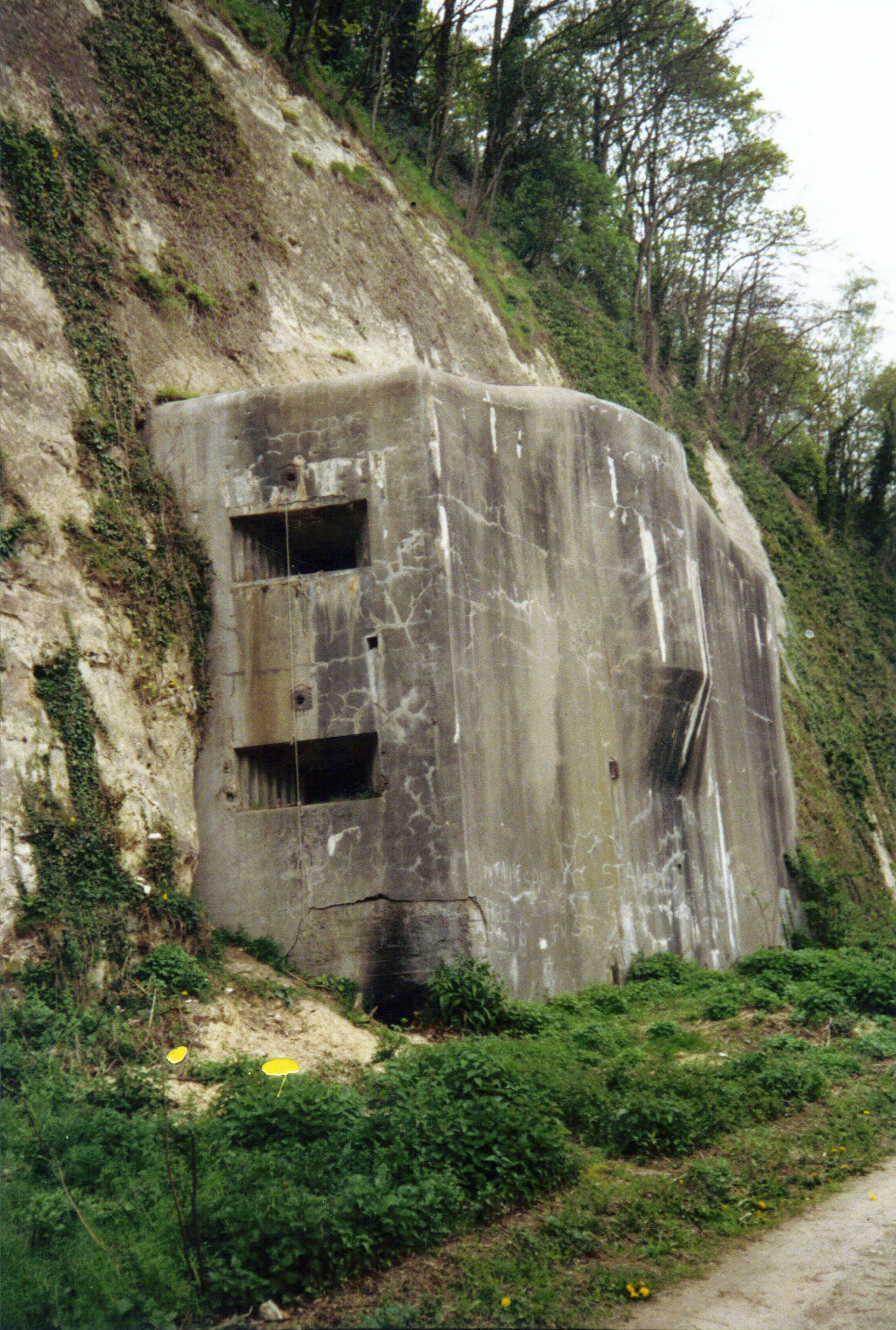
Bunker Kanaal-Noord

De bewapening van het geheel was onderverdeeld in twee batterijen.
- De eerste batterij omvatte de artilleriekoepels en kazematten boven op het fort.
- De tweede batterij bestond uit verdedigingsbunkers (blocs genoemd) rondom het fort

Batterij 1 bestond uit
- Koepel-120, met een niet-intrekbare koepel met twee kanonnen van 120 mm, 360° draaibaar met schietbereik van 17,5 km (vergelijkbaar met de vernielde geschutskoepels van Fort Loncin)
- Koepel-Noord en -Zuid, twee intrekbare koepels met elk twee snelvuurkanonnen van 75 mm, 360° draaiend met schietbereik van 11 km
- Vier kazematten: elk had drie kanonnen van 75 mm, met een bestrijkingshoek van 70° en schietbereik van elf km. Deze waren genoemd: Maastricht-1 en -2 met schietrichting naar het noorden; Visé-1 en -2 met schietrichting naar het zuiden
- Verder nog drie valse koepels in lood ter grootte van koepel 120 (twee ten noorden en één zuidelijk gelegen); deze schijnkoepels moesten het fort nog groter doen lijken dan het al was

Batterij 2 bestond uit een gordel van zes zogenoemde "blocs" als rondomverdediging. Elke blok was voorzien van een antitankkanon, zoeklichten en machinegeweren.
- Blok I: dit is de verdedigingsbunker aan de ingang van het complex
- Blok II: aan de W-zijde gelegen, aan de watergracht
- Blok Kanaal-Noord: in de doorgraving van het kanaal gelegen op niveau van het kanaal, met schietrichting Kanne
- Blok Kanaal-Zuid: in de doorgraving van het kanaal gelegen op niveau van het kanaal, met schietrichting naar Ternaaien
- Blok V: in de antitankgracht erbovenop ligt Koepel Zuid
- Blok VI: aan de kop van de droge antitankgracht, 100 m rechts van de ingang

Verder nog drie bloks:
- Blok Mi-Zuid en Mi-Noord: mitralleurbunkers als bescherming van het bovenplateau
- Blok 01: gelegen buiten het fort, maar met een ondergrondse tunnel hiermee verbonden; deze bunker, uitgevend op de Maasvlakte, gaf bescherming aan de sluis van Ternaaien

Al deze batterijen hadden als bewapening een of twee antitankkanonnen van 60 mm, mitrailleurs en schijnwerpers
De luchtafweer boven op het fort bestond uit vier Vickers luchtdoelmitrailleurs met telefoonverbinding met het fort. Verder bestond de enige nabijverdediging van het bovenplateau van het fort uit twee machinegeweerbunkers (Mi-Zuid en Mi-Noord) die een terrein van vele voetbalvelden groot moesten bestrijken.
Oorspronkelijk wilde men het fort voorzien van zwaardere kanonnen met een grote reikwijdte. Deze hadden echter Aken binnen bereik en zou door Duitsland als een niet-neutrale houding kunnen worden uitgelegd. De zwaarste kanonnen bracht men om die reden terug tot een kaliber van 120 mm.
De bewapening van het fort met een vuurkracht van twee ton munitie per minuut was voor die tijd superieur te noemen. Het fort kan men vergelijken met een slagschip: boven op een krachtige langeafstandsartillerie (tien tot twintig salvo's per minuut met een maximaal bereik van 17,5 km), een gedegen randverdediging met goed bewapende blokken en in het ruim een ondergrondse kazerne om een belegering voor een geruime tijd te kunnen doorstaan.

## Slag om het Fort Eben-Emael
Onder de Slag om het Fort Eben-Emael (een onderdeel van Fall Gelb) of de Slag om Frankrijk, verstaat men een 36-uurdurende hevige strijd om en in het Fort Eben-Emael op 10 en 11 mei 1940, die leidde tot de val van het zeer goed bewapende en onneembaar geachte fort. Het fort werd bij verrassing en met grote snelheid ingenomen. Dit was mogelijk door de Einsatz neuartiger Angriffsmittel (nieuwsoortige aanvalsmiddelen) zoals transportzweefvliegtuigen en de "holle lading", een soort springlading. De uitschakeling van het fort gaf een beslissende wending aan de pas gestarte oorlog aan het westelijk front.

## Gevolgen van de val van het fort
Een direct gevolg van de val van het Fort was de krijgsgevangenschap van ongeveer 1200 beroepsmilitairen en dienstplichtigen. Deze werden afgevoerd naar het kamp Fallingbostel, bij Hannover. Dit garnizoen werd eerst apart gehouden, omdat zij in contact gekomen waren met de nieuwe Duitse wapens. In het kader van de Flamenpolitik van Hitler werden alle Vlaamse krijgsgevangenen (uitgezonderd de beroepsofficieren en onderofficieren en inbegrepen alle Franstaligen die slaagden in een eenvoudige taaltest in het Nederlands) vervroegd vrijgelaten (vanaf augustus 1940 tot maart 1941). De Franstaligen brachten vijf jaar in gevangenschap door.
Door de vlugge uitschakeling van het fort en het intact blijven van twee bruggen over het Albertkanaal kon het Duitse leger snel doorstoten. Het betekende een snelle doorbraak van de Albertkanaalstelling. De doorbraak had ook een breder strategisch effect. De ontstane kwetsbare zuidflank van het Belgische leger dwong het tot een versnelde terugtrekking. De snelle doorstoot van het Duitse leger naar de Franse kust bij Duinkerke en Calais sloot bijna het gehele Britse expeditieleger in. Dit kon ternauwernood met alles wat kon varen in grote chaos en onder vijandelijke luchtaanvallen ontsnappen naar het Verenigd Koninkrijk via Operatie Dynamo. Dit alles versnelde de capitulatie van het Belgisch Leger en verkortte de Achttiendaagse Veldtocht. Ten slotte vielen Noord-Frankrijk en Parijs vlugger en werden Noord- en West-Frankrijk bezet en in het zuiden het Duitsgezinde Vichy-regime gevestigd.

## DuitsWehrmachtbericht, 11 en 12 mei 1940

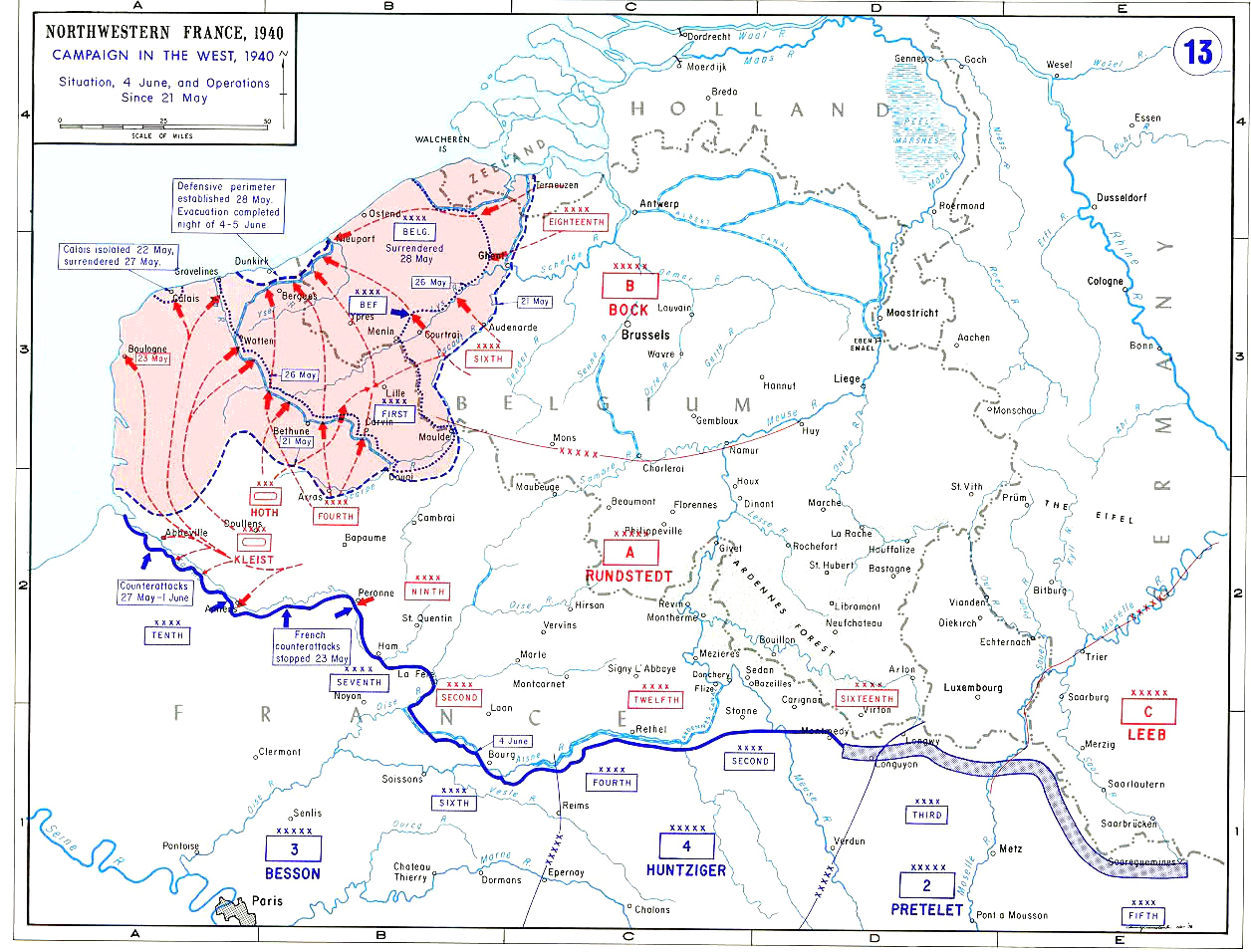
De Duitse opmars tussen 21 mei en 4 juni

| Datum                 | Origineel Duits Wehrmachtbericht |
| --------------------- | --- |
| Zaterdag, 11 mei 1940 | (Sondermeldung) Das stärkste Fort der Festung Lüttich, Eben-Emael, das die Übergänge über die Maas und den Albert-Kanal bei und westlich Maastricht beherrscht, hat sich Sonnabendnachmittag ergeben. Der Kommandant und 1000 Mann wurden gefangen genommen. Das Fort wurde schon am 10. Mai durch eine ausgesuchte Abteilung der Luftwaffe unter Führung von Oberleutnant Witzig und unter Einsatz neuartiger Angriffsmittel kampfunfähig gemacht und die Besatzung niedergehalten. Als es einem von Norden angreifenden Verband des Heeres nach hartem Kampf gelungen war, die Verbindung mit der Abteilung Witzig herzustellen, hat die Besatzung ihre Waffen gestreckt. |
| Zondag, 12 mei 1940   | Zwischen Hasselt und Maastricht ist der Übergang über den Albert-Kanal erzwungen. Das Fort Eben-Emael, südlich Maastricht, der stärkste Eckpfeiler Lüttichs, ist, wie schon durch Sondermeldung bekanntgegeben in deutscher Hand. Der Kommandant und die Besatzung von 1000 Mann haben sich ergeben. |

## Besluit

### Achterhaald concept
In de praktijk bleek vestingbouw met het handhaven van één ononderbroken verdedigingslinie (vergelijk ook de Maginotlinie) door de tijd te zijn ingehaald. Dit gold ook voor dit fort. Moderne oorlogsvoering, met vliegtuigen en andere snel verplaatsbare voertuigen, maakte de statische vestingwerken niet meer doorslaggevend in de oorlogsvoering. De bewegingsoorlog, in tegenstelling tot een stellingenoorlog zoals in de Eerste Wereldoorlog, gaat uit van het doorbreken van de linies, gevolgd door een opmars waarbij de statische kazematten snel afgesneden worden. Guderians tankdivisies gaven geen directe steun aan de algemene infanterie, maar waren door goede communicatielijnen verbonden afzonderlijke entiteiten, met eigen infanterie, genie en bevoorradingscolonnes die vliegtuigen (Stukas) als hun artillerie aanwendden.
Belgische militaire leiders namen een aanval vanuit de lucht niet serieus. Aan de zuidzijde van het plateau van het Fort van Eben-Emael was slechts een kleine batterij van vier luchtdoelkanonnen opgesteld. Meer nog, het uitgestrekte vlakke plateau van het fort zonder prikkeldraad en andere versperringen en niet ondermijnd, bleek een uitstekende landingsplaats voor zweefvliegtuigen. Boven op het plateau van het Fort werden twee voetbalvelden aangelegd voor de ontspanning van de troepen. In geval van nood kon dit terrein worden gebruikt om het fort vanuit de lucht te bevoorraden. Daarbij waren de kazematten ook niet voorzien van een zogenoemde diamant-gracht, een diepe droge betonnen gracht vlak voor de schietgaten om de bereikbaarheid te bemoeilijken. Dit laatste achtte men niet nodig, gezien de sterke randverdediging van het fort met zogenaamde 'bloks'.
Nieuwe militaire technieken deden het fort Eben-Emael vlug zijn waarde verliezen. Dit overkwam ook de vestingen van Sébastien Le Prestre de Vauban tweehonderd jaar eerder die door het groter bereik van kanonnen hun functie verloren.

### Algemeen besluit
De degelijke voorbereiding door geoefende elitetroepen, verrassing en snelheid en toepassing van innoverende militaire technieken, gecombineerd met de onder officieren geldende Auftragstaktik waren de sleutel van het Duitse succes. Dit werd van Belgische zijde in de hand gewerkt door inschattingsfouten van de militaire leiders, tijdrovende interne hiërarchische commandostructuren, niet-gemotiveerde en ongeoefende troepen met een laag moreel en een falende uitrusting.

## Situatie na het buiten gevecht stellen van het fort in mei 1940

### Toestand tijdens de oorlog
Vanaf de aanvang van de aanval op het Fort en de bruggen over het Albertkanaal werd deze militaire activiteit in de Duitse media door propagandaminister Joseph Goebbels bewust overgeaccentueerd om te dienen als afleidingsmanoeuver bij de Slag om Frankrijk. Deze actie en de schijnaanval op de KW-stelling was slechts ersatz, het echte werk ging door in de Ardennen aan de Maas te Sedan, waar generaal Charles Huntziger de Duitsers niet kon verhinderen de rivier over te steken. Op die wijze draagt het spectaculaire beleg en snelle val van Eben-Emael ook bij tot het in stand houden van de door Goebbels in het leven geroepen mythe van mei '40. Deze nog tot op vandaag geldende perceptie van de feiten houdt in dat een overweldigend, groots en superieur Duits invasieleger als een pletwals over West-Europa rolde en zo Frankrijk binnen de zes weken tot een capitulatie dwong.
Gedurende het verdere verloop van de Tweede Wereldoorlog werd Eben-Emael nog voor propagandadoeleinden gebruikt door de Duitsers. Het werd trots aan bezoekers getoond om hun militaire superioriteit te etaleren. Het fort gebruikte men ook als kazerne en als werkplaats voor het herstellen van machines. Op enkele andere forten rond Luik testte men nieuwe wapens uit. Men overwoog ook om het fort aan te wenden als ondergrondse fabriek voor de productie van de V1.

### Situatie na de bevrijding
Voorafgaand aan de Bevrijding van Maastricht en omgeving werd het fort op 10 september door het 120e regiment van de Amerikaanse Old Hickorydivisie moeiteloos ingenomen. Na de bevrijding van België werden de interne communicatielijnen van het fort door het Belgisch leger ontmanteld. Het fort diende verder als opslagplaats voor het Belgisch leger. Het gehele complex verloor haar betekenis, gezien de gewijzigde internationale politieke context en viel ten prooi aan verval. Waardevolle delen, zoals kostbare metalen, werden geroofd en souvenirjagers deden hun werk.

### Actuele ontsluiting van het fort

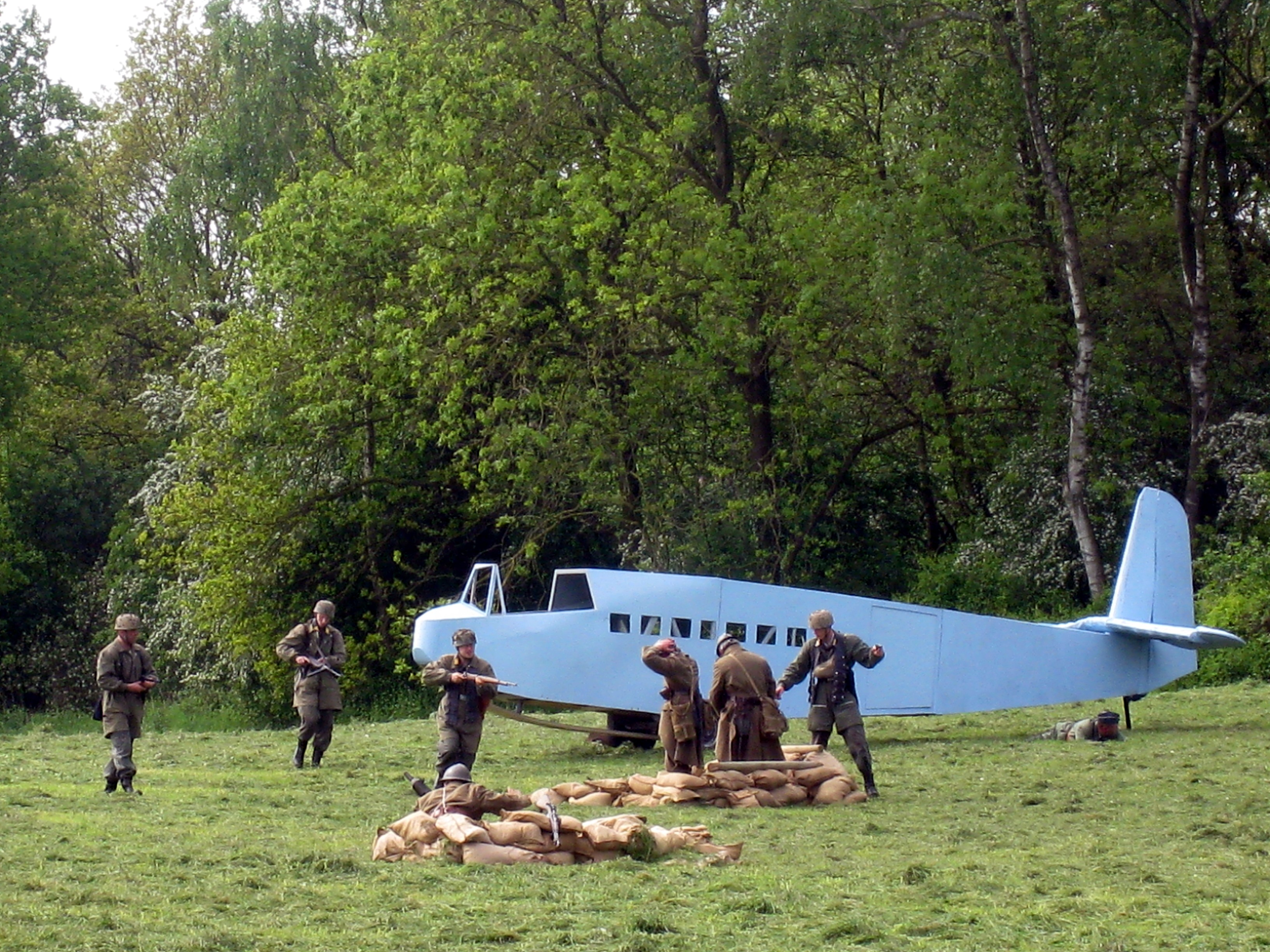
Simulatie Duitse aanval Fallschirmjäger met zweefvliegtuig en de overgave van het Belgisch afweergeschut ten zuiden van het fort

Vanaf 1986 streeft de Stichting Milieueducatie, (vereniging zonder winstoogmerk (vzw) FEE) (Foundation for Environmental Education Fort Eben-Emael), met medewerking van de militaire overheden, naar het bekendmaken van de geschiedenis en de locatie van het fort en het openstellen voor bezoekers. Het jaar daarop kreeg de locatie het statuut van een bevoorrecht monument. Op 23 december 1987 verkreeg de vzw FEE een tijdelijke concessie van het Ministerie van Defensie. Eind 2001 kreeg deze vzw een erkenning van het Waalse Gewest als Association Touristique. Vanaf begin 2002 werd de locatie ondergebracht in de Historische Pool van Defensie, een overkoepelende adviesraad die historisch belangrijke militaire locaties in België beheert. Begin 2004 werd de tijdelijke concessie omgezet in een meer duurzaam samenwerkingsverband tot 2024 met steun van het Ministerie van Defensie. De vzw kan de locatie tot die datum beheren en exploiteren, mits de organisatie instaat voor de onderhoudswerkzaamheden. Het gebruik van de locatie van het fort bij de opname van de dramaserie De Smaak van De Keyser vergrootte de belangstelling ervoor in grote mate. In 2009 telde men een 25.000 bezoekers.
De vzw FEE investeerde tot 2010 al meer dan een half miljoen euro in de restauratie en verfraaiing van het geheel. Het verbeterde de infrastructuur, richtte een museum in en staat in voor de begeleiding van het bezoek met ter zake onderlegde gidsen. De vzw voorzag drie km van het tunnelcomplex en 90 lokalen met nieuwe verlichting en restaureerde een artilleriekoepel. In 2010 restaureerde men de stalen geschutskoepel 120 en herstelde men de lift tussen het gelijkvloers en de middenetage. Koepel 120 is vanaf het voorjaar 2011 van binnenuit te bezichtigen. Een veertigtal lokalen van het fort die telkens een ander aspect van het fortleven uitbeelden, werden reeds heringericht. In de Ebenoramazaal krijgt de bezoeker een beeld van de slag aan het Albertkanaal en de luchtaanval. Ook de aanval op de bruggen van Kanne, Vroenhoven en Veldwezelt wordt uitgebeeld.
Het museum, met een cafetaria en een boekwinkel, bevat een lokaal met oorlogstuigen en er zijn een 75-tal originele legeruniformen te zien, getoond door mannequinpoppen. In een van de gangen van het gelijkvloers is een replica van het zweefvliegtuig (type DFS 230) te zien. Ook is een kopie van een holle lading van 50 en 12,50 kg te zien, samen met kaarten van de aanvalsplannen op de verschillende bruggen over het Albertkanaal in de Ebenoramazaal, namelijk operatie Stahl, Beton, Eisen en Granit. Er zijn vier projectielokalen voor bezoekers voorzien. De beleving van de aanval op het fort wordt geëvoceerd met een simulatie van een ontploffing van een holle lading op de kazemat van Ma1.
De vzw FEE organiseerde op 16 mei 2010, 70 jaar na dato, een simulatie van de aanval op het fort met levende replica's van Duitse parachutisten en Belgische soldaten van de luchtafweer op het plateau van het fort. Daarbij werd een model van het transportzweefvliegtuig (zonder vleugels) gebruikt en een aanval op kazemat Ma2 met een holle lading gesimuleerd.

## Galerij

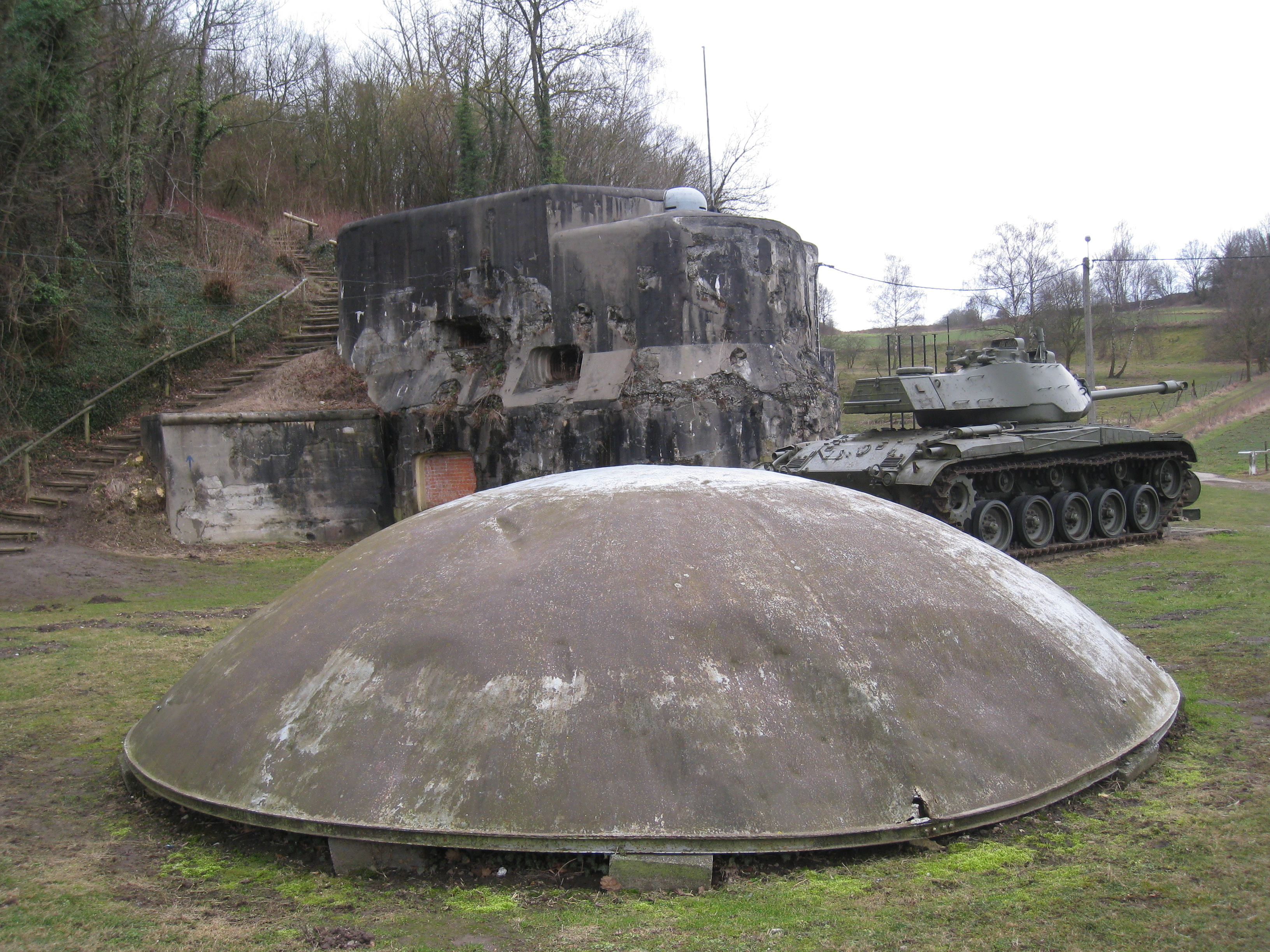
Ingang Fort Blok-1 met schijnkoepel
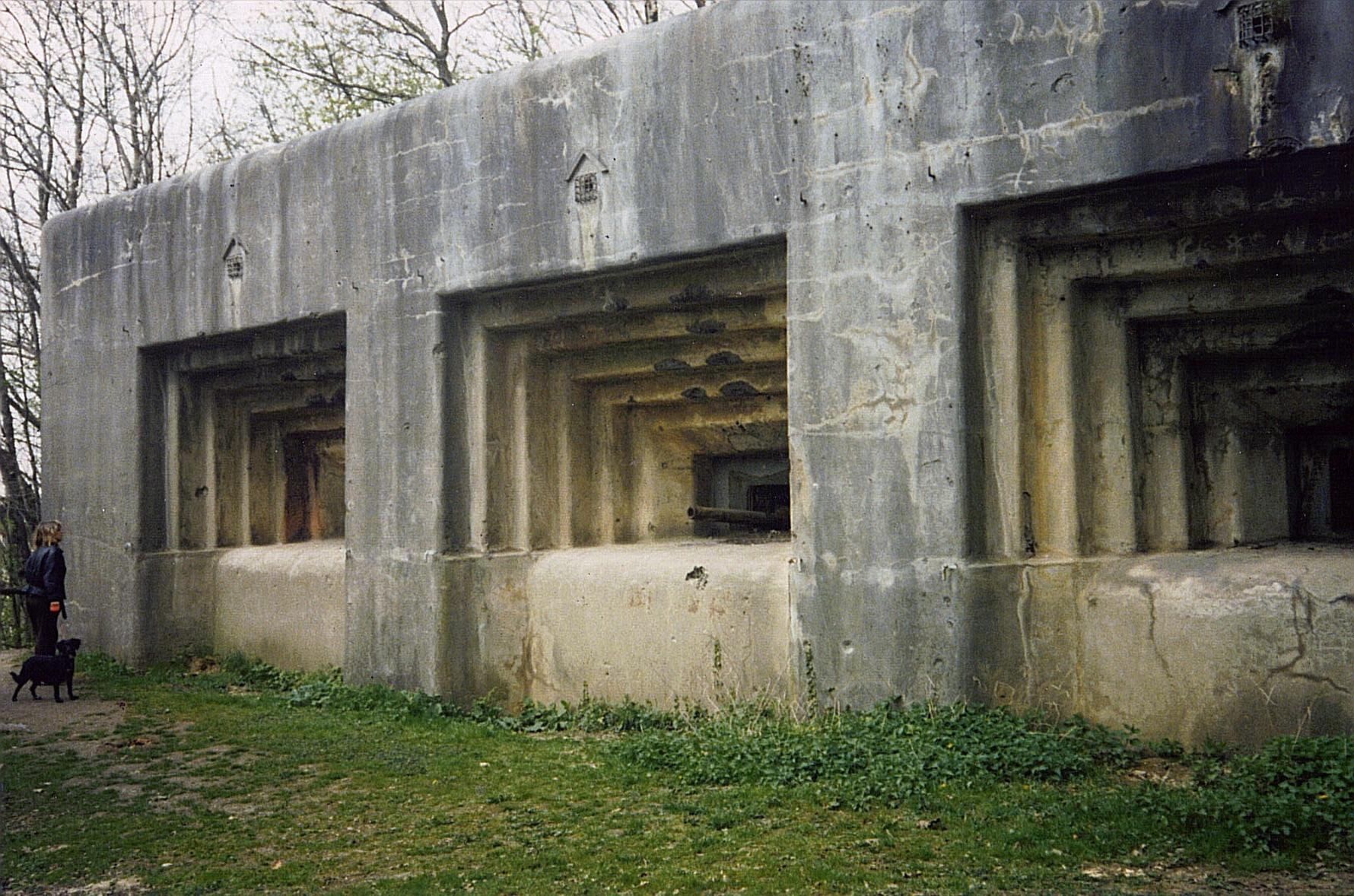
Kazemat Visé-2
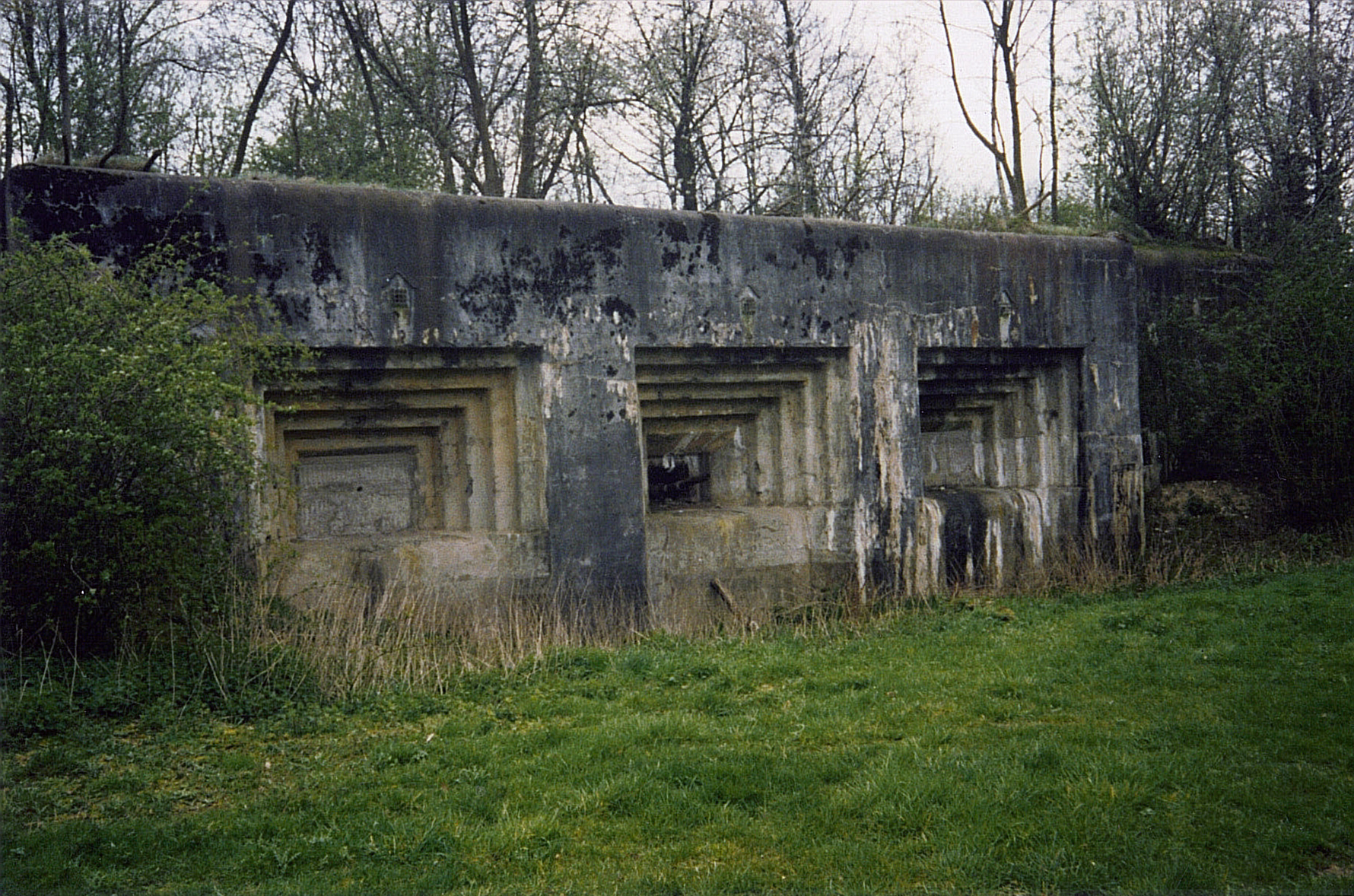
Kazemat Maastricht-2
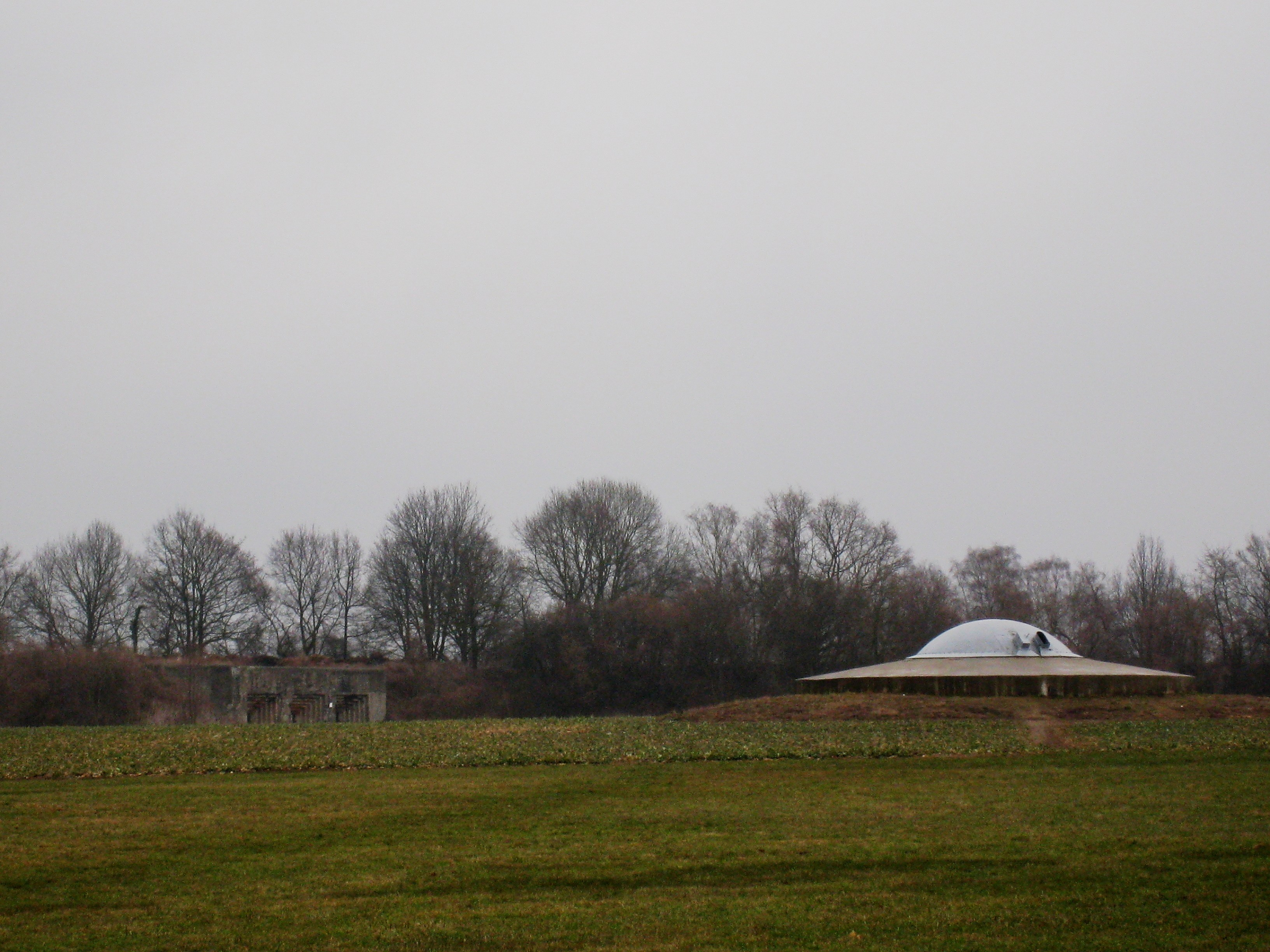
Bovenplateau fort met links kazemat Visé-1 en rechts koepel-120
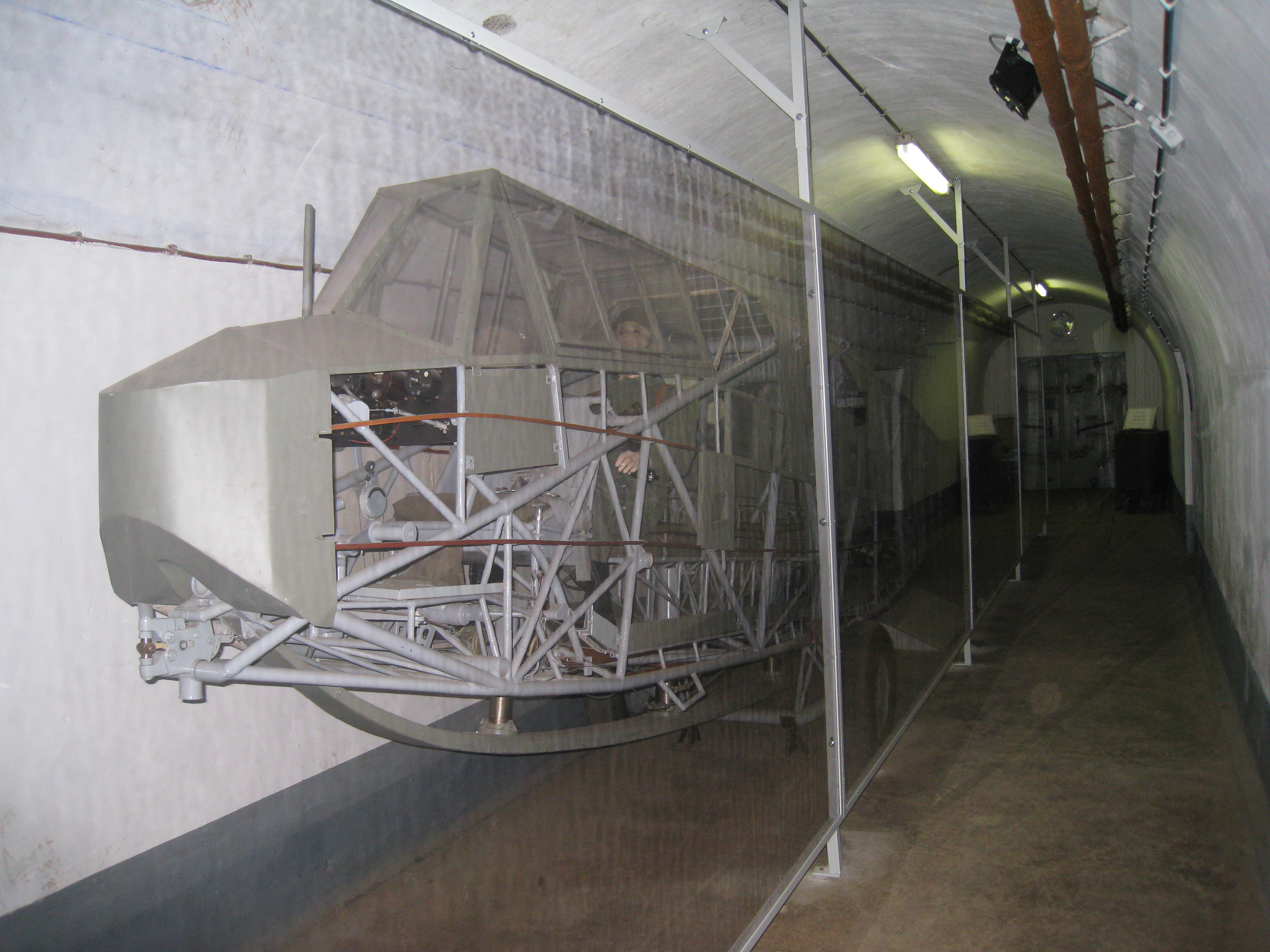
Replica transportzweefvliegtuig DFS230
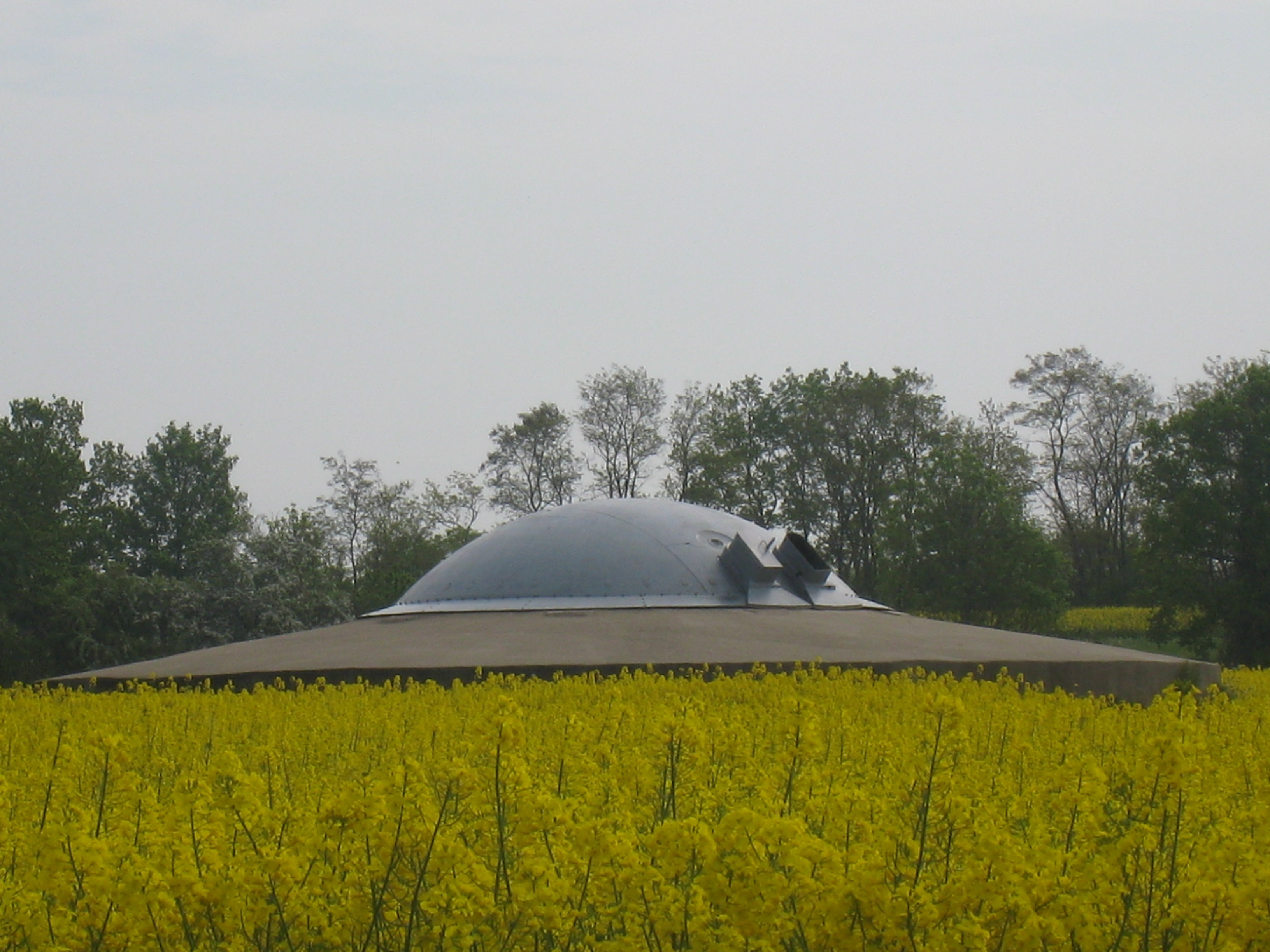
Koepel-120 mm, voorjaar 2010
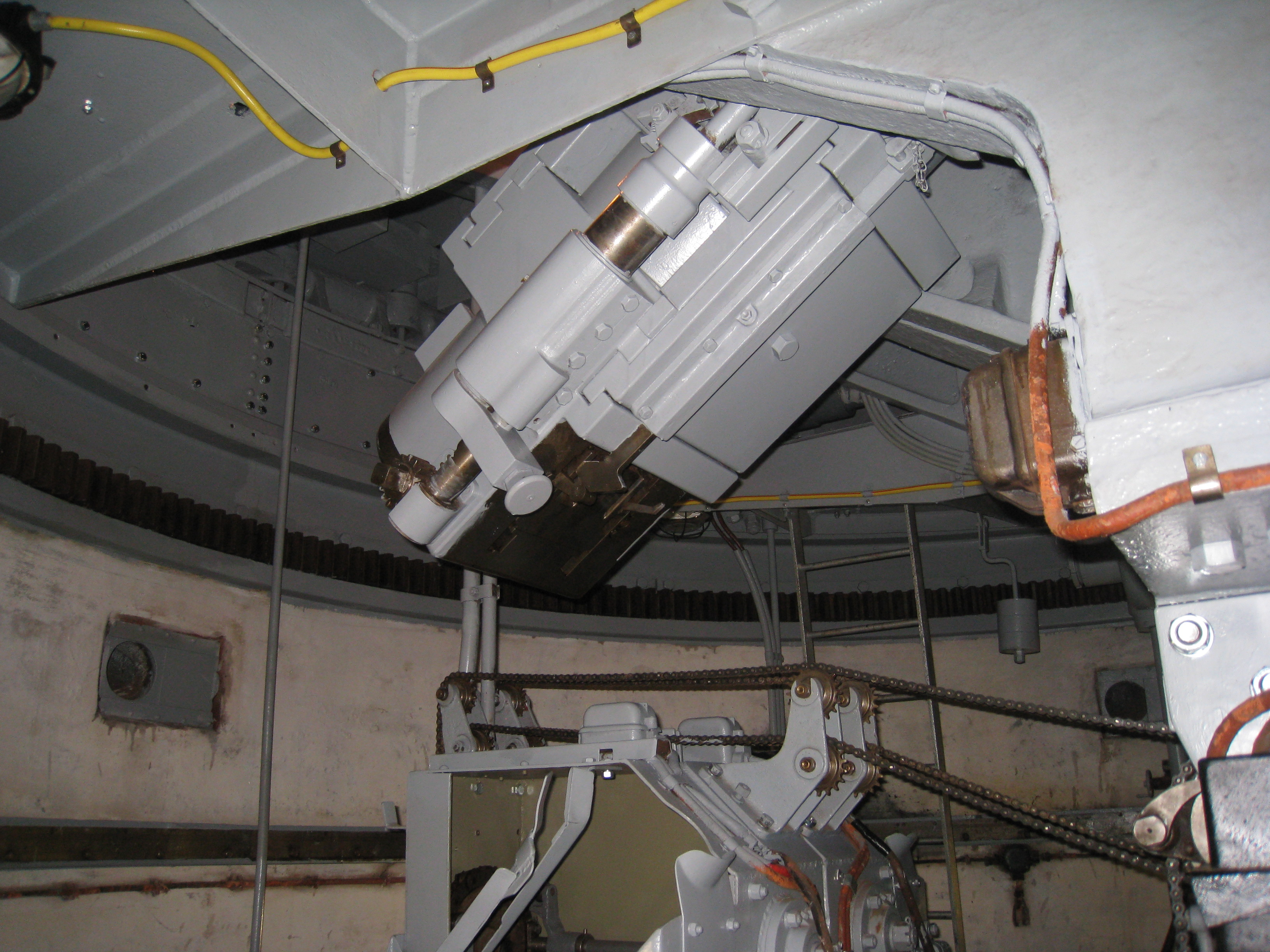
Binnenzijde gerestaureerde Koepel-120
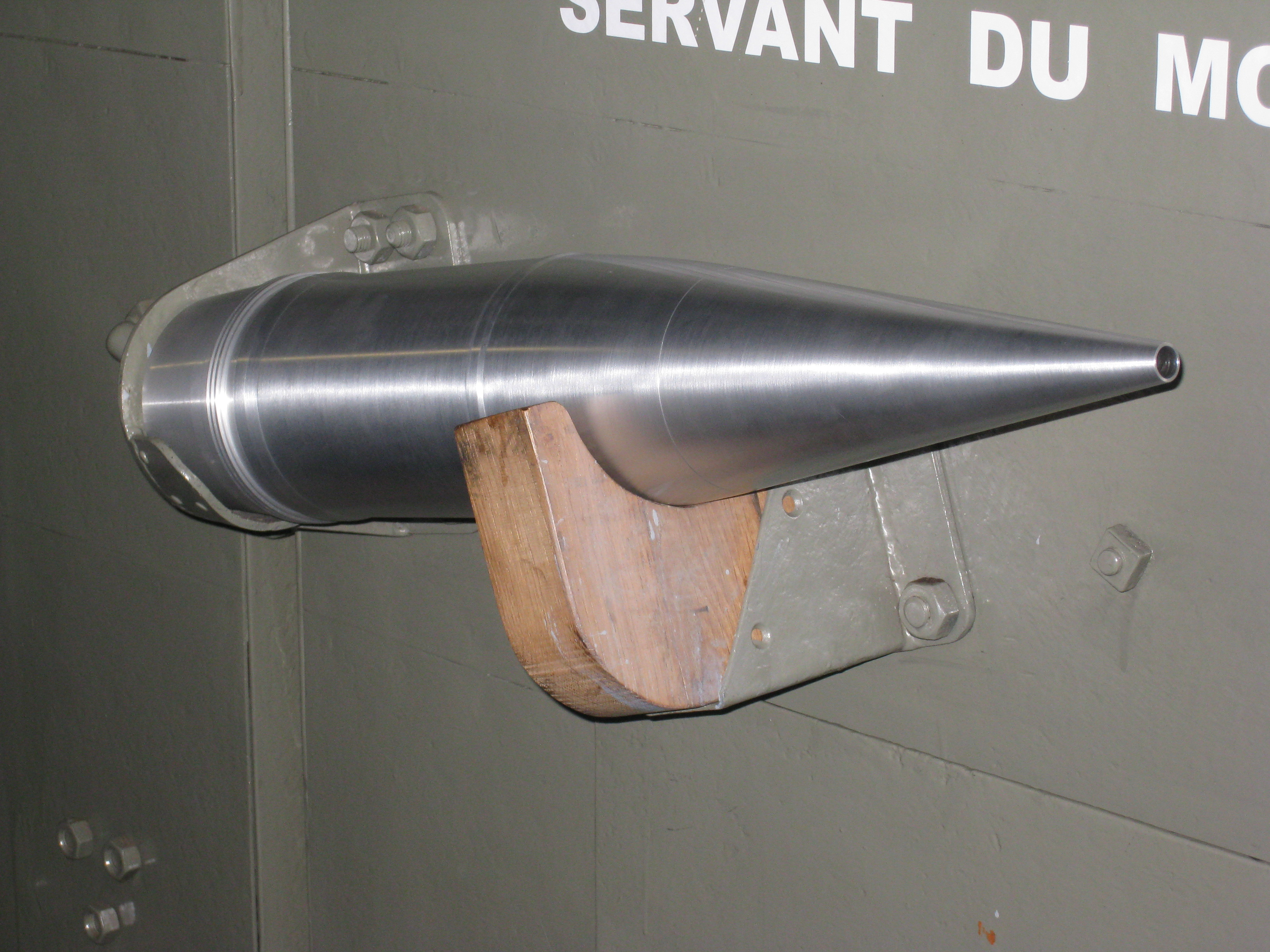
Dummy van een 120 mm granaat in de gerestaureerde koepel-120
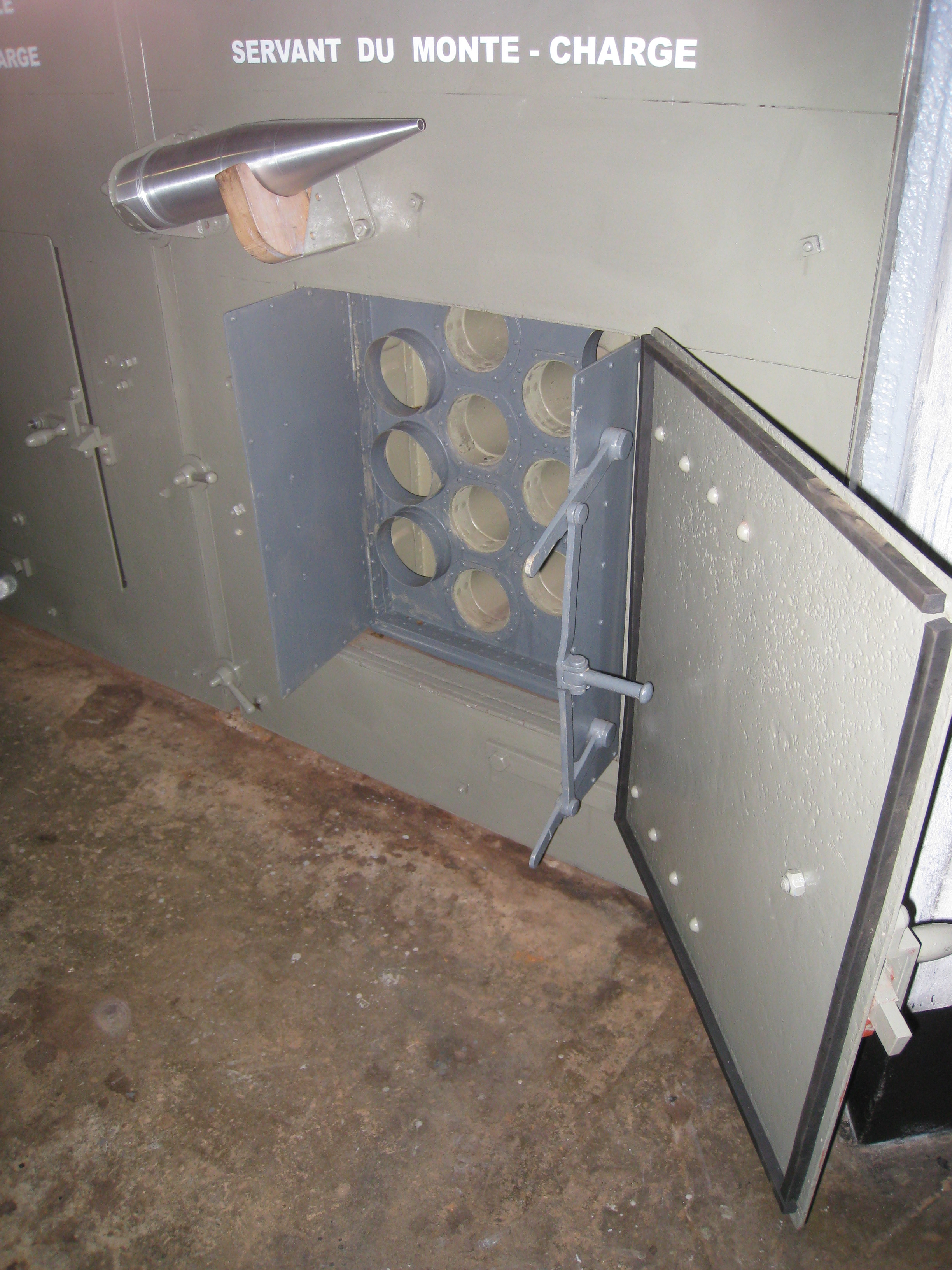
Granaatmagazijn in koepel-120
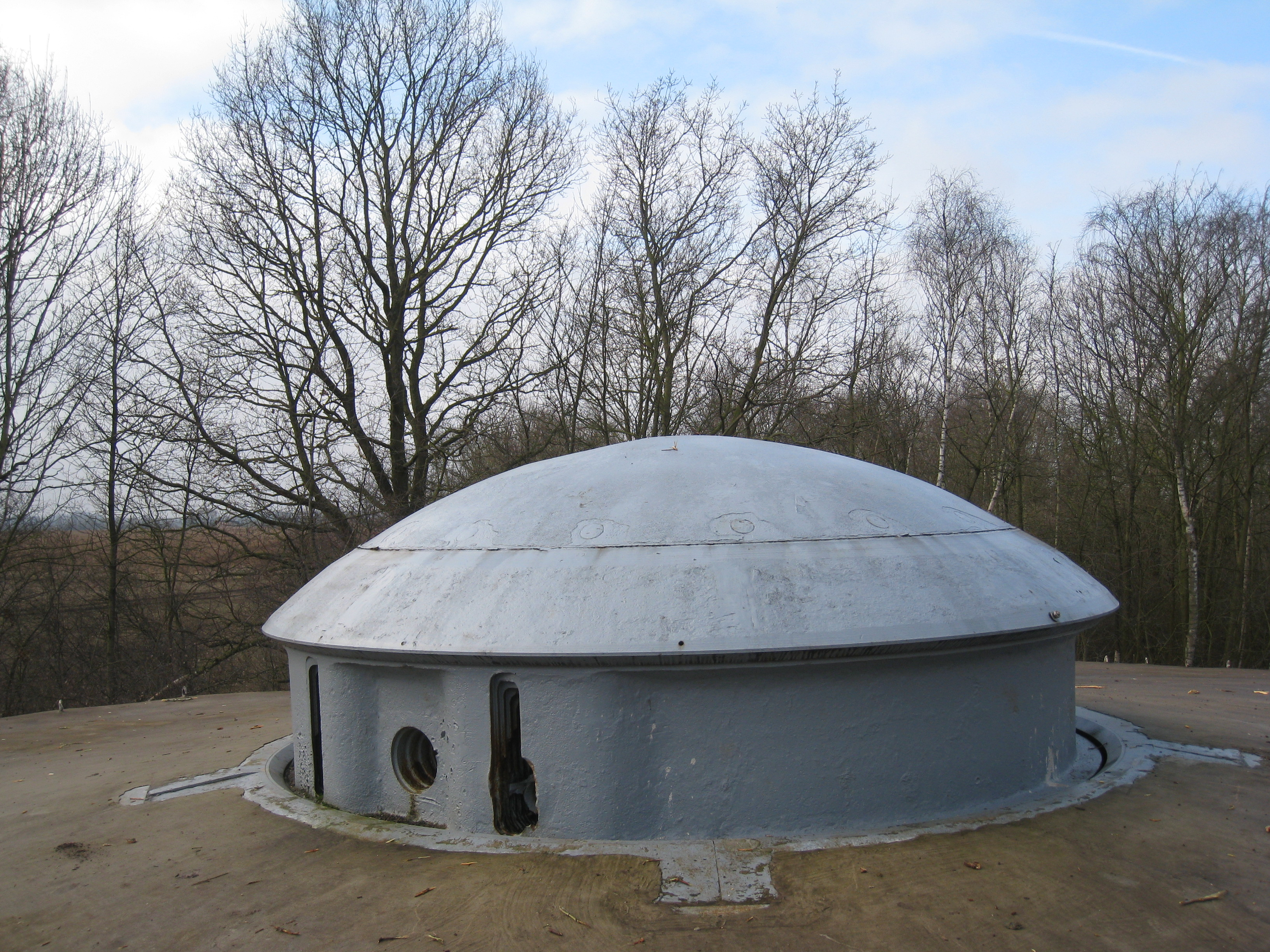
Koepel in bovenste stand in het fort
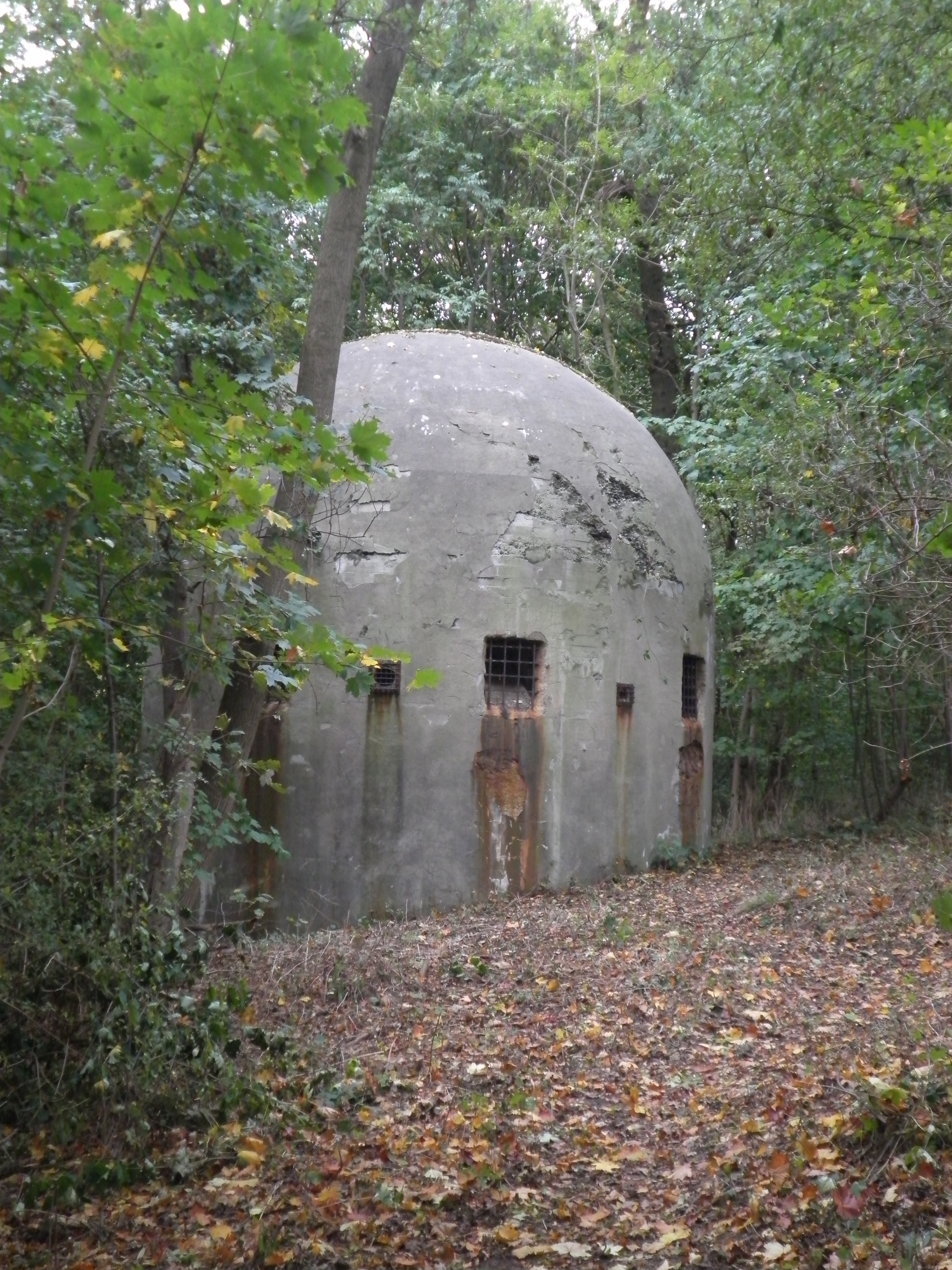
Ventilatieschacht
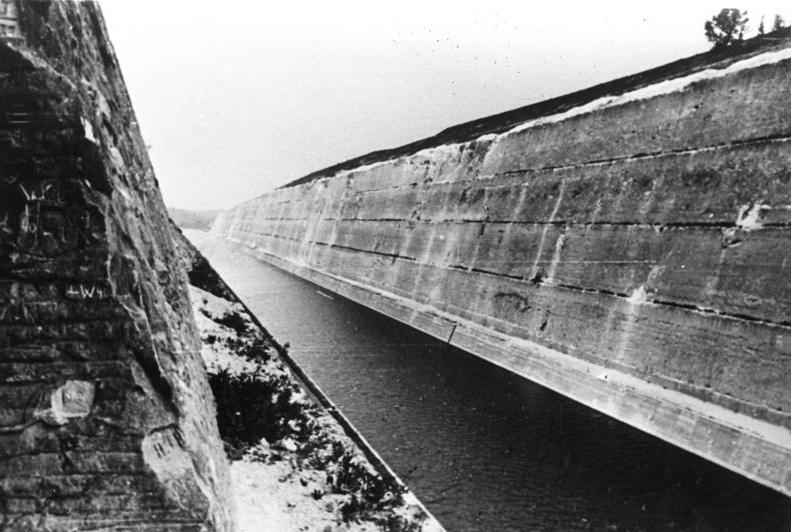
Gezicht op het Albertkanaal vanaf het fort